# Thulinius stephaniae
Thulinius stephaniae är en djurart som tillhör fylumet trögkrypare, och som först beskrevs av Giovanni Pilato 1974.  Thulinius stephaniae ingår i släktet Thulinius och familjen Hypsibiidae. Inga underarter finns listade i Catalogue of Life.